# 伊莫金·科卡
伊莫金·科卡（英語：Imogene Coca，1908年11月18日—2001年6月2日），女，美国演员。曾获得黄金时段艾美奖喜剧类电视系列剧最佳女主角。